# Theodor Berkmann
Theodor Adolph Christian Berkmann (* 20. Mai 1802 in Waldmohr; † 1870 in New York) war ein deutscher evangelischer Pfarrer und 1849 Mitglied der Bayerischen Abgeordnetenkammer und des Stuttgarter Rumpfparlaments.

## Leben
Berkmann wurde 1802 als Sohn eines Pfarrers geboren und studierte nach dem Besuch des Gymnasiums in Zweibrücken evangelische Theologie und Philosophie an der Universität Erlangen. Dort wurde er 1820 Mitglied der Alten Erlanger Burschenschaft, weswegen er 1823 relegiert (consilium abeundi) wurde. Ab 1825 arbeitete er im Kirchendienst, war von 1826 bis 1828 Vikar in Mittelbrunn und von 1829 bis 1831 in Feilbingert, bevor er von 1831 bis 1849 als Pfarrer in Einselthum arbeitete.
In den 1830er Jahren begann er an den Aktivitäten der liberalen Bewegung in Kirchheimbolanden teilzunehmen. 1832 war er Teilnehmer am Hambacher Fest. 1833 wurde ein Untersuchungsverfahren gegen ihn eingeleitet wegen der Verbreitung oppositioneller Ideen in Flugschriften und Predigten mit der Folge einer Amtssuspendierung. 1834 folgte ein Verfahren vor dem Appellationsgericht in Zweibrücken wegen Aufforderung zum Aufruhr, in dem er jedoch freigesprochen und wieder in sein Amt eingesetzt wurde.
Im Herbst 1848 wurde Berkmann als Abgeordneter für den Wahlbezirk Kaiserslautern-Kirchheimbolanden in den 13. Bayerischen Landtag von 1849 gewählt.
Zuvor wurde er im Frühjahr 1848 im Wahlkreis 5 Pfalz (Kirchheimbolanden) zum 2. Ersatzkandidat für die Frankfurter Nationalversammlung gewählt. Aus diesem Grund war er ab dem 13. Juni 1849 für 5 Tage Mitglied des Stuttgarter Rumpfparlaments (Fraktion Donnersberg). Er rückte für Joseph Martin Reichard nach. Ende 1849 kam er wegen Hochverratsverdacht 26 Tage in Untersuchungshaft und erhielt eine Amtssuspendierung von drei Jahren. 1850 ging Berkmann nach Amerika, wo er als Farmer und später als Prediger in New York arbeitete. 1866 kam er zu einem Besuch in die Pfalz.